# 樊梵
樊梵（?—?），字文高，南阳郡湖阳县（今河南省唐河县南）人，东汉政治人物。樊鯈第三子，樊宏之孙，他的姑祖母樊娴都是汉光武帝刘秀之母。
樊梵為尚書郎，每當他值班时，常早晨停車在外等待滴漏时刻到达。雖在閑署，冠劍不解於身。齋祠时，害怕误了时间，于是張燈俯伏。為郎二十三年，未嘗被上奏，三署（五官署）都服其慎重。把财物二千余万让给两个哥哥樊汜、樊郴的孤儿，樊梵官至大鸿胪。